# Любиця (притока Попраду)
Любіца  (словац. Ľubica) — річка в Словаччині, права притока Попраду, протікає в окрузі Кежмарок.
Довжина — 24.5-33/8 км. Витік знаходиться в масиві Левоцькі гори на висоті близько 1120 метрів. Протікає територією сіл Любіца (та її частини Любіцькі-Купелі) та міста Кежмарок.
Впадає в Попрад на висоті приблизно 615 метрів.
Притоки
- праві
  - безіменні
  - Сосновський потік
  - Дубравський потік
  - Любичка
- ліві
  - Камінний потік
  - Ретник
  - Тварожнянський потік